# Ribnitz-Damgarten
Ribnitz-Damgarten là một thị trấn tại huyện Vorpommern-Rügen (trước thuộc huyện Nordvorpommern), bang Mecklenburg-Vorpommern, miền bắc nước Đức.